# Droga wojewódzka nr 411
Droga wojewódzka nr 411 (DW411) – droga wojewódzka o długości 21 km, leżąca na obszarze województwa opolskiego. Trasa ta łączy Nysę z  granicą państwa. Droga leży na terenie  powiatu nyskiego.

## Dopuszczalny nacisk na oś
Na całej długości drogi wojewódzkiej nr 411 dopuszczalny jest ruch pojazdów o nacisku pojedynczej osi do 10 ton.

## Miejscowości leżące przy trasie DW411
- Nysa (DK41)
- Podkamień
- Przełęk
- Polski Świętów
- Nowy Świętów
- Bodzanów
- Głuchołazy
- Konradów
- granica państwa (Droga II/445)